# Nonnenbach (Ahr)
Der Nonnenbach ist ein sieben Kilometer langer, rechter Nebenfluss der Ahr im Bereich der Gemeinde Blankenheim im Kreis Euskirchen (Nordrhein-Westfalen).

## Geographie

### Verlauf
Die Quelle des Nonnenbaches liegt im Wald etwa 2 km östlich von Schmidtheim, jenseits der B 51 und unweit von bereits teilweise mit Grundwasser gefüllten Kiesgruben. Er fließt vorbei am gleichnamigen Ort und mündet gut 2 km südlich von Blankenheim in die Ahr. Außer über den Seiden- und den Günzelbach wird er während seines kurzen Laufes auch noch über zahlreiche Seifen gespeist.

### Zuflüsse
- Mittlerer Seifen (links)
- Seidenbach (links), 2,0 km
- Günzelbach (links), 1,8 km
- Wallbach (links), 1,8 km